# Ibrahim Maalouf
Pour les articles homonymes, voir Maalouf.
Ibrahim Maalouf (en arabe : إبراهيم معلوف), né le 5 novembre 1980 à Beyrouth au Liban, est un trompettiste, compositeur notamment de musiques de films, arrangeur, et producteur franco-libanais.
Maalouf a sorti 19 albums, 18 bandes originales et a collaboré avec des artistes de renommée mondiale tels que Sting, Angelique Kidjo, J Balvin. En 2022, il a été nommé pour un Grammy Award pour son album Queen of Sheba, et a reçu une deuxième nomination en 2023 pour sa performance sur le titre Todos Colores, issu de son album Capacity To Love.

## Biographie

### Enfance et famille
Ibrahim Maalouf naît le 5 novembre 1980, à Beyrouth dans une famille arabe chrétienne d'intellectuels et d'artistes : fils de Nassim Maalouf (trompettiste) et de Nada Maalouf (pianiste), neveu de l'écrivain Amin Maalouf.
Sa famille fuit le Liban et Ibrahim Maalouf grandit en banlieue parisienne avec ses deux parents et sa sœur Layla, de deux ans son aînée. Il y fait ses études jusqu'à l'âge de 17 ans et obtient un baccalauréat général scientifique avec une spécialité mathématiques au lycée Geoffroy-Saint-Hilaire d'Étampes (Essonne).
Il a la double nationalité franco-libanaise.
Le 19 septembre 2020, il épouse à Paris la chanteuse, actrice et réalisatrice libanaise Hiba Tawaji,,.

### Formation et début de carrière
Ibrahim Maalouf commence l'étude de la trompette à l'âge de sept ans avec son père Nassim Maalouf, ancien élève de Maurice André au Conservatoire de Paris. Son père lui enseigne ainsi la technique classique, le répertoire baroque, classique, moderne, contemporain et également la musique arabe classique et l'art de l'improvisation et des modes arabes. Après un voyage à Beyrouth faisant suite à sa venue en France, il compose Beirut qui deviendra son « morceau fétiche ».

### Années 2010
En France, le grand public le découvre lors de la cérémonie des Victoires de la musique du 14 février 2014 retransmises sur France 2. Ibrahim reçoit une victoire de la musique pour son 5e album Illusions dans la catégorie « Meilleur Album de Musiques du Monde ».

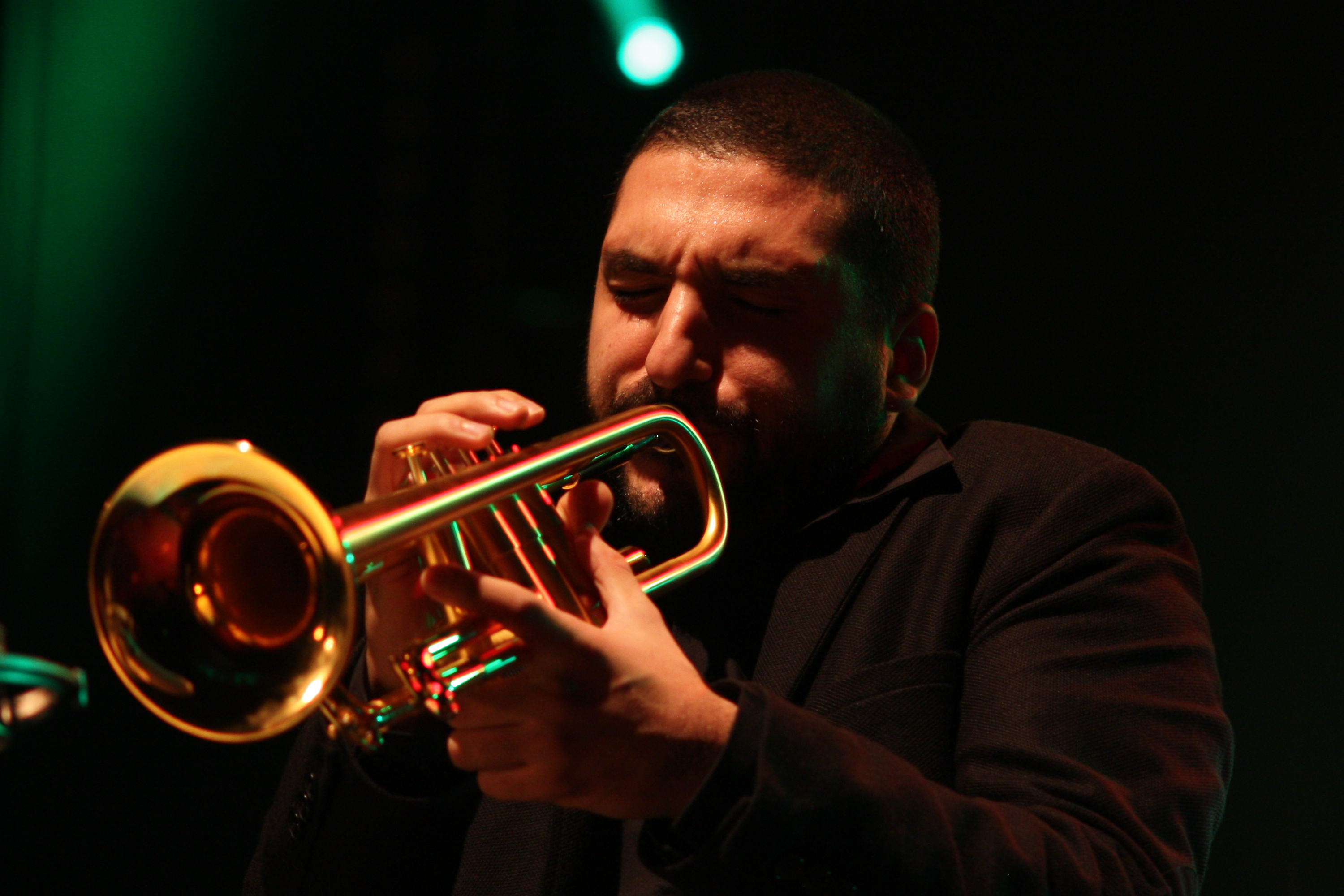
Ibrahim Maalouf au Deutsches Jazzfestival (2013).

Le 25 septembre 2015, sortent simultanément Kalthoum, hommage à l'Astre d'Orient, et Red & Black Light, contenant huit compositions originales. Il s'ensuit un concert en hommage à Oum Kalthoum à la Philharmonie de Paris puis deux tournées différentes de 140 dates qui emmène Ibrahim Maalouf des États-Unis à la Turquie, du Royaume-Uni à l'Égypte.
Le 17 novembre 2015, peu après les attentats en France, il est retenu par la police à la Gare de Paris-Nord ; son passeport est confisqué car signalé « Interpol positif ». Il peut néanmoins se rendre à Londres pour un concert car il dispose de sa carte d'identité.
Pour célébrer ses dix ans de scène, il se produit à Paris au Zénith puis à l'AccorHotels Arena fin 2016. Via sa page Facebook, il propose alors à ses fans de sélectionner quelques-uns des morceaux qu'il jouera ce soir-là. Cette année-là, c'est une centaine de dates qu'il effectue.

### Années 2020
En 2023, il est juré de l'émission Prodiges Pop sur France 2.
En juillet 2024, dans le cadre de l'Olympiade Culturelle des Jeux Olympiques et Paralympiques de Paris 2024, il partage la scène de l'Olympia aux côtés de Bob Beamon.
En août 2024, Aude Hesbert, nouvelle directrice du Festival du cinéma américain de Deauville, annonce qu'Ibrahim Maalouf ne sera pas membre du jury, en raison d’un « malaise dans l’équipe » en lien avec le mouvement #MeToo.

## Affaire judiciaire

### Accusations d'agression sexuelle
En janvier 2016, Maalouf est visé par une enquête préliminaire à la suite d'une plainte de parents l'accusant d'avoir embrassé à plusieurs reprises leur fille de quatorze ans et d'avoir mimé un acte sexuel en l'attrapant par le bassin, à la fin de l'année 2013. L'atteinte sexuelle est retenue par la procureure chargée du dossier au tribunal de Créteil (Val-de-Marne),,.
Il est condamné par le Tribunal correctionnel en 2018.
Le 8 juillet 2020, il est relaxé par la cour d'appel de Paris. Selon lui, « l’adolescente a menti, ses parents l’ont crue, la presse en a parlé en gonflant l’histoire, tout le monde en a souffert et 3 ans et demi plus tard, la justice a simplement fait son travail ».
Les juges ont néanmoins observé que « Ibrahim Maalouf n’a pas adopté un positionnement adéquat à l’égard [de la] jeune fille de 14 ans, nécessairement suggestible, en échangeant avec elle des messages totalement inadaptés, attitude qu’il a lui même qualifiée de nauséabonde », mais rappellent qu’ils n’étaient pas saisis pour ces faits précis.
En parallèle, Le Parisien et un de ses journalistes sont condamnés en 2021 à Paris pour un article de 2017 qui révélait ces accusations d’agression sexuelle.

## Engagements et prises de position
Le 13 avril 2011, lors d’une cérémonie organisée au siège de l’UNESCO, Ibrahim reçoit le titre de « Jeune artiste œuvrant pour le dialogue interculturel entre les mondes arabe et occidental » par la directrice générale de l’UNESCO, Irina Bokova.
Un an après les attentats du 13 novembre 2015, il participe, le 12 novembre 2016, avec le chanteur Sting au concert de réouverture du Bataclan.
En 2019, il collabore avec la troupe Aven Savore, troupe d'enfants et de jeunes issus des bidonvilles, hôtels sociaux et quartiers populaires du Nord de l'Essonne, lors de sa tournée avec Haïdouti Orkestar.
En juillet 2023, il réagit en ces termes à la mort de Nahel Merzouk sur Twitter : « Un policier a tué Nahel. Les émeutiers le tuent chaque nuit un peu plus. Une idée : si on avait appris à tous ces jeunes à jouer des instruments de musique quand ils étaient petits, les émeutes seraient de grands orchestres de protestation et tout le monde adhérerait à la cause ». Le tweet suscite une polémique, reprochant au musicien d'associer avec naïveté le manque d'éducation musicale des émeutiers à la cause du meurtre.

## Enseignement
Ibrahim Maalouf commence à enseigner au conservatoire de Viry-Châtillon. Entre 2006 et 2013, il est professeur de trompette au conservatoire à rayonnement régional d'Aubervilliers.

## Style musical
Ses collaborations avec des chanteurs de pop et de rock lui font découvrir d'autres couleurs que le jazz, que le classique ou la musique arabe.
Il compose un album, Myriad Road sorti en novembre 2015, aux tonalités jazz principalement chanté en anglais pour Natacha Atlas : « nous nous étions déjà rencontrés, mais nous nous sommes vraiment parlé pour la première fois il y a trois ans lors d’un concert, à Istanbul, du oudiste Smadj, que l’on retrouve sur l’album. Nous sommes tous les deux le produit d’une dualité, à mi-chemin entre l’Orient et l’Occident, nous avons des goûts communs pour la musique d’Oum Kalthoum, de Fairuz ou des Libanais de Soapkills. ».

### Compositeur
La pièce Point 33 a été créée avec l'Orchestre de chambre de Paris et la Maîtrise de Paris,. Plus récemment Parachute créé avec l'Orchestre Symphonique de Bretagne en 2015 et où pour la première fois, un orchestre dans son ensemble doit improviser.
En 2016, Maalouf compose la musique pour la chorégraphie de Brûlent nos cœurs insoumis de Christian et François Ben Aïm, créée à La Garance. En 2017, il écrit la musique de Wade in the Water de la compagnie 14:20 de Clément Debailleul et Raphaël Navarro.

### Musiques de film
Il compose également pour le cinéma. Le réalisateur Jalil Lespert fait appel à lui en 2013 pour le biopic sur Yves Saint Laurent.
En 2017, Maalouf signe la bande originale du film franco-japonais de Naomi Kawase Vers la lumière qui a été en sélection officielle au Festival de Cannes la même année.
Il reçoit en 2017 le César de la meilleure musique de film pour Dans les forêts de Sibérie.

### Compositions écrites
- Point 33 (2012) - Œuvre pour trompette microtonale soliste, avec orchestre symphonique et chœur d'enfants
- Hildegarde - Recompositions (2014)[40] - Une dizaine de poèmes d'Hildegarde de Bingen mis en musique pour chœur d'enfants, 4 trompettes, 4 trombones, timbales, zarb iranien et trompette microtonale
- Parachute (2015) - Œuvre pour orchestre symphonique, piano et trompette solo
- Métamorphise (2013) - Œuvre pour trompette microtonale soliste et orchestre de chambre
- Samaï For Samar - Œuvre pour trompette microtonale soliste et quintette de trompettes
- Fanny Trip - Œuvre pour ensemble de musique de chambre
- Un automne à Paris (2015) - Œuvre pour Louane, paroles de Amin Maalouf, chanson en l'hommage des victimes des attentats[14].

## Discographie

### Participations
- Serre-moi XXV avec Tryo et Vianney sur l'album XXV
- Albums du collectif Lamomali

## Filmographie

### Comme compositeur

#### Longs métrages
- 2011 : La Proie du vent de René Clair (nouvelle partition)
- 2013 : Red Rose de Sepideh Farsi
- 2014 : Yves Saint Laurent de Jalil Lespert
- 2014 : La Crème de la crème de Kim Chapiron
- 2016 : La Vache de Mohamed Hamidi
- 2016 : Dans les forêts de Sibérie de Safy Nebbou
- 2016 : Je vous souhaite d'être follement aimée d'Ounie Lecomte
- 2017 : Vers la lumière de Naomi Kawase[38]
- 2018 : America de Claus Drexel
- 2018 : Jusqu'ici tout va bien de Mohamed Hamidi
- 2019 : Celle que vous croyez de Safy Nebbou
- 2020 : Une belle équipe de Mohamed Hamidi
- 2021 : 9 jours à Raqqa (documentaire) de Xavier de Lauzanne
- 2021 : Ne pas laisser de traces de Jan P. Matuszyński (en)
- 2022 : Citoyen d'honneur de Mohamed Hamidi
- 2022 : Reste un peu de Gad Elmaleh
- 2024 : Finalement de Claude Lelouch

#### Courts métrages
- 2010 : L'Homme du Pont Levant de Claudio Todeschini
- 2011 : Octobre noir ou Malek, Saïd, Karim et les autres... de Florence Corre et Aurel
- 2012 : Comme une ombre de Baptiste Debraux
- 2013 : Jardin des deux rives d'Amel El Kamel
- 2015 : Run the World (Girls) de Jérôme de Gerlache (à la fois court métrage et clip pour sa reprise de Run the World (Girls) de Beyoncé) - également scénariste et acteur
- 2017 : Ensemble, c'est possible! de Safy Nebbou
- 2018 : La Hchouma d'Archaf Ajraoui

### Comme musicien
Outre ses propres compositions, Ibrahim Maalouf a participé à plusieurs bandes originales en tant qu'interprète :
- 2006 : Transylvania de Tony Gatlif
- 2009 : Home de Yann Arthus-Bertrand
- 2015 : Human de Yann Arthus-Bertrand

## Publication
- 2021 : Petite philosophie de l'improvisation, Editions des Équateurs / Mister Ibé.

## Distinctions

### Récompenses
- César 2017 : César de la meilleure musique originale pour Dans les forêts de Sibérie[39]
- Victoires de la musique 2017 : Victoire du spectacle musical, tournée ou concert pour Red and Black Light
- Lumières 2017 : Lumière de la meilleure musique pour Dans les forêts de Sibérie
- 2014 : Grand prix Sacem du jazz
- Victoires de la musique 2014 : Victoire de l'album de musiques traditionnelles ou de musiques du monde pour Illusions
- Victoires du jazz 2013 : Victoire de l'artiste de l'année[42]
- Jeune artiste œuvrant pour le dialogue interculturel entre les mondes arabe et occidental par l'UNESCO en 2011
- Victoires du jazz 2010 : Victoire de la révélation instrumentale de l'année (prix Frank Ténot)

### Nominations
- César 2015 : César de la meilleure musique originale pour Yves Saint Laurent
- Grammy Awards 2022 : Best Global Music Album pour Queen of Sheba
- Grammy Awards 2023 : Best Global Music Performance pour Todos Colores

### Décorations
- Chevalier de l'ordre national du Mérite (2015)[43].
- Chevalier de l'ordre des Arts et des Lettres (2014)[44].

### Documentaire
- Souffle !, documentaire réalisé par Christophe Trahand entre 2005 et 2006, et produit par la société Cocottesminute productions - Christophe Trahand l'a suivi pendant quelques mois à la recherche de son inspiration et de son rapport avec son pays d'origine et la distance qui l'en sépare.